# 큰형수
《큰형수》는 1987년 1월 8일부터 1987년 10월 5일까지 KBS2에서 방영된 주간드라마이다.

## 줄거리
가족의 위기를 한 중년여인의 집념으로 극복해 나가는 이야기이다

## 등장 인물
- 정영숙 - 윤정 역
- 이낙훈 - 장 노인 역
- 백일섭 - 동준 역
- 전무송 - 용준 역
- 백준기 - 명준 역
- 김순철 - 대식 역
- 박원숙 - 영주 역
- 전인화 - 현숙 역
- 하희라 - 광숙 역
- 최석구 - 진구 역
- 김수호 - 영구 역
- 곽경환 - 공장장 역
- 조형숙 - 김양 역
- 이병철 - 인부 김씨 역
- 박정웅 - 인부 박씨 역
- 신구 - 원장 역
- 남윤정 - 주 여사 역
- 유가영 - 조 여인 역
- 이청 - 도일 역
- 이한승 - 이씨 역
- 조성희 - 최양 역
- 염선용 - 연자 역
- 안문숙 - 용자 역

## 방영목록
제1화 새로운 출발
제2화 곰과 허물
제3화 남자의 눈물
제4화 여자의 눈물
제5화 엄마의 얼굴
제6화

## 수상
- 1987년 87 KBS연기대상 우정상 김순철